# Relations entre la Russie et la Tunisie
Les relations entre la Russie et la Tunisie se réfèrent aux relations bilatérales entre les deux pays, la Tunisie et la Russie. La Russie possède une ambassade à Tunis et la Tunisie une ambassade à Moscou.

## Historique des relations soviéto-tunisiennes
Les relations diplomatiques entre l'URSS et la Tunisie sont établies en 1956, à l'indépendance de cette dernière. La même année, l'association d’amitié soviéto-tunisienne est fondée.
Dans les années 1960 et 1970, les deux parties signent plusieurs accords afin de développer la coopération dans les secteurs de l’économie, du commerce, de la culture et des sciences. L'URSS exporte des machines, des équipements industriels et du bois alors que la Tunisie exporte de l'huile d'olive, de la laine, des peaux et des amandes entre autres. En 1975, le président du Conseil des ministres de l'URSS, Alexis Kossyguine, effectue une visite officielle en Tunisie. Un an après, les deux pays signent de nouveaux accords en matière de coopération économique et technique.

## Relations russo-tunisiennes
Le 25 décembre 1991, la Tunisie reconnaît officiellement la Russie comme État indépendant. En 2000 a lieu une rencontre des deux présidents à New York, dans le cadre du sommet du millénaire.
Pour la première fois dans l'histoire des relations bilatérales ont lieu des visites des ministres des Affaires étrangères respectifs, Habib Ben Yahia en mai 2001 (Moscou) et Igor Ivanov en avril 2002 (Tunis). En 2005, le ministre russe des Affaires étrangères, Sergueï Lavrov, se rend en visite officielle en Tunisie, suivi en 2008 par un déplacement de son homologue tunisien Abdelwahab Abdallah en Russie.

### Coopérations commerciales et économiques
En septembre 2023, la Russie et la Tunisie signent des accords de coopération bilatérale, dans des domaines tels que la technologie et l'énergie nucléaire civile.